# Inspirations
Inspirations – pierwszy album zespołu jazzowego Mateusz Smoczyński Quintet wydany 12 czerwca 2006 przez Universal Music Polska i Tokarnia Music Production (TMP 001). Jest to debiutancka płyta skrzypka Mateusza Smoczyńskiego dedykowana jego dwóm największym inspiracjom - Johnowi Coltrane'owi oraz Zbigniewowi Seifertowi.

## Wykonawcy
- Mateusz Smoczyński - skrzypce, produkcja muzyczna
- Konrad Zemler - gitara
- Jan Smoczyński - fortepian, kompozycje, produkcja muzyczna, realizacja dźwięku, miks, mastering
- Wojciech Pulcyn - kontrabas
- Roman Ślefarski - perkusja

| Nr | Tytuł utworu        | Muzyka           | Długość |
| -- | ------------------- | ---------------- | ------- |
| 1. | „Welcome”           | John Coltrane    | 3:52    |
| 2. | „Man Of The Light”  | Zbigniew Seifert | 9:15    |
| 3. | „Bridge Connection” | Wojciech Pulcyn  | 3:37    |
| 4. | „The Old Tune”      | Jan Smoczyński   | 6:33    |
| 5. | „Kilimanjaro”       | Zbigniew Seifert | 10:51   |
| 6. | „Central Park West” | John Coltrane    | 6:41    |
| 7. | „Special for Q”     | Jan Smoczyński   | 6:19    |
| 8. | „Crescent”          | John Coltrane    | 9:35    |
| 9. | „India”             | John Coltrane    | 8:26    |
|    |                     |                  | 1:05:09 |